# سیدنی فیتوسا دوس سانتوس
سیدنی فیتوسا دوس سانتوس (به پرتغالی: Sidny Feitosa dos Santos) مدافع اهل برزیل است که در شهر Xique-Xique و در تاریخ ۲۱ ژوئیهٔ ۱۹۸۱ به دنیا آمده‌است.
سیدنی فیتوسا دوس سانتوس در تیم‌های فوتبال Vitória (PE) سابقهٔ حضور دارد.